# Raoul de Gacé
Raoul de Gacé († 1051) war ein normannischer Adliger aus der Familie der Rolloniden. Er war Herr von Gacé, Écouché, Bavent, Varenguebec und Noyon-sur-Andelle; bekannt ist er vor allem als Vormund des Herzogs Wilhelm II. von Normandie (der spätere Wilhelm der Eroberer). Er war der Sohn von Robert dem Dänen, Graf von Évreux und Erzbischof von Rouen, und Herleva, sein Bruder war Graf Richard von Évreux.

## Biografie
Als jüngerer Sohn Roberts erhielt er beim Tod seines Vaters das Lehen Gacé, während sein älterer Bruder die Grafschaft Évreux erbte. Diese Erbfolge fand in einer Zeit größter Unsicherheit im Herzogtum Normandie statt, nachdem der Herzog Robert I. auf Pilgerfahrt ins Heilige Land aufgebrochen und auf dem Weg gestorben war (1035). Zwar hatte er seinen minderjährigen Sohn Wilhelm von den Baronen der Normandie als Nachfolger anerkennen lassen, doch hielten sich einige nach dem Regierungswechsel nicht an ihren Eid, erhoben sich und stürzten die Normandie bis zum Jahr 1047 in Anarchie.
Raoul de Gacé beteiligte sich nicht offen an der Revolte, sondern ging den direkten Weg zur Macht: gemeinsam mit Robert de Vitot erreichte er die Ermordung Gilbert de Brionnes, des Vormund des jungen Herzogs, und setzte sich selbst – mit dem Titel eines Connétable der Normandie – an dessen Stelle. 1042 gelang es ihm, den Widerstand der Familie Goz unter Führung von Turstin Goz, Vicomte d’Hiémois, zu brechen, den er in der Festung Falaise belagerte. Er nutzte seine Stellung aus, um das Hiémois an sich zu ziehen. In der späteren Auseinandersetzung zwischen dem Haus Beaumont und dem Haus Tosny teilte er sich den Nachlass der unterlegenen Tosnys mit seinem Bruder.
Nach seinem Regierungsantritt entmachtete Herzog Wilhelm ihn, beließ ihm aber seinen Besitz, so dass er sich auf seine Güter zurückziehen konnte, während er Robert de Vitot enteignete und ins Exil schickte.

## Nachkommen
Raoul heiratete Basilie, Tochter von Gérard Flaitel. Ihr Sohn war Robert († 1064), Seigneur de Gacé, de Varenguebec, de Noyon etc., der seinen Onkel Richard als Erben einsetzte, was von Herzog Wilhelm aber nicht akzeptiert wurde. Er zog den Nachlass ein, gab ihn aber 1089 aufgrund eines Arrangements zur Ehe Bertrada von Montforts an Graf Wilhelm von Évreux, den Sohn Richards, doch noch ab.
Basilie heiratete in zweiter Ehe Hugues de Gournay.